# Marie Adrian
Marie Adrian o Adrien (Lió, 1776—24 de desembre de 1793) fou una costurera francesa que defensà la ciutat de Lió durant el setge de la Convenció Nacional el 1793 en qualitat d'artillera.
Nasqué el 1776 a Lió (França), on residí i hi exercí com a costurera. És coneguda per haver estat una de les defensores de la seva ciutat durant l'any 1793, durant la Revolució Francesa, quan Lió decideix alçar-se contra la Convenció Nacional i donar suport als girondins. Durant aquell any la ciutat fou assetjada pels exèrcits revolucionaris. Durant el setge, Marie formà part de la companyia Port-du-Temple, de la qual n'era capità el seu germà. Abillada com un home, va servir com a artillera en la defensa de la ciutat oposant-se als jacobins. La ciutat finalment acabà rendint-se. A causa de la seva posició contrària al nou règim, com tants altres ciutadans lionesos, fou arrestada i empresonada. Al desembre del mateix any fou jutjada. Segons Alphonse Balleydier, se li preguntà el seu nom i cognom, l'edat i els motius per atacar la seva pàtria, si bé ella esgrimí que en realitat l'estava defensant i esmentà, així mateix, el nom de Charlotte Corday. El jutge la condemnà a mort, una decisió que sembla que conduí a una escena violenta entre els magistrats, entre el president Parrein, més compassiu, i un altre anomenat Brunière. A pesar d'això, finalment fou condemnada, el 24 de desembre de 1793 fou executada, i mentre era conduïda a la guillotina cridà nombroses vegades «Visca el rei!».